# Галесник, Марк Иосифович
Марк Ио́сифович Гале́сник (род. 9 сентября 1956 года, Куйбышев, СССР) — советский и израильский русскоязычный прозаик, сатирик, драматург, поэт. Главный редактор юмористического издания «Бесэдер? Для тех, кому ещё смешно», выходившего в Израиле в 1991—2010 годах.

## Биография
Галесник окончил факультет драматургии Литературного института, долгое время жил в Ленинграде. В 1990 году переехал в Израиль, в пригород Иерусалима Мевасерет-Цион.

## Литературное творчество
Галесник — автор 15 пьес, в том числе пьесы «Одержимая» и ряда других произведений, поставленных в различных театрах России, Германии, Израиля.
Автор девяти книг:
- «Зря в корень» (Сборник фельетонов о политических реалиях Израиля 2006—2007 годов),
- «В Куще событий. Не дельный комментарий Торы»,
- «Уголок редактора. Избранные стихи из одноимённой рубрики в сатирическом еженедельнике „Бесэдер?“»,
- сатирического романа «Пророков 48» и др.

Автор регулярной рубрики «Зря в корень» газеты «Русская Германия».

## Семья
Женат, имеет сына и дочь.